# ジュディット・シュムラ
ジュディット・シュムラ（Judith Chemla、1985年7月5日 - ）は、フランス出身の女優。
300年以上の伝統を誇る、同国の国立劇団「コメディ・フランセーズ」の主要メンバーとして活躍。併行して映画・テレビでも活動している。

## 経歴
ヴァイオリニストだった父親の影響で、幼少期の頃よりヴァイオリンを学ぶ。音楽の道を目指していたが、高校時代に観たエマニュエル・ドゥマルシー＝モタ（Emmanuel Demarcy-Mota）演出の演劇に感銘を受け、女優を志すようになる。
その後、フランス国立高等演劇学校に入学。そこで教授を務めていた、仏国立劇場「コメディ・フランセーズ」の支配人である女優・演出家のミュリエル・メイエット（Muriel Mayette-Holtz）に見出され、卒業後の2007年末から同劇団に参加した。
同年、『ヘルフォン』で映画デビュー。翌2008年、コメディ・フランセーズ『人間嫌い』で舞台デビューし、映画『ベルサイユの子』などに出演するなど女優活動を開始する。
2012年、映画『カミーユ、恋はふたたび』に出演。同作でリュミエール賞 有望若手女優賞を獲得し、第38回セザール賞 助演女優賞にノミネート。
2016年の主演映画『女の一生』で、翌年の第42回セザール賞 主演女優賞にノミネート。

## 舞台

### コメディ・フランセーズ
- 人間嫌い（2008年）
- 舞台は夢（2008年）
- Douce vengeance et autres sketches（2008年）
- フィガロの離婚（2009年）
- 奇術師シックシック（2009年）
- Tue-Tête（2010年）
- スウィート ヒアアフター（2010年、2011年）
- Le Babil des classes dangereuses（2011年）
- L’Entêtement（2011年、2012年）
- ディドとエネアス（2013年）
- マリアへのお告げ（2014年）
- Traviata, vous méritez un avenir meilleur（2016年）
- アンティゴネー（2017年）

## フィルモグラフィー

### 長編映画
- ヘルフォン（2007年）
- レッツ・ダンス（2007年）
- 美術館での一日（2008年）
- ベルサイユの子（2008年）
- モンパンシエの王女（2010年）
- De vrais mensonges（2010年）
- ノーマンズランドの住人たち（2010年）
- カミーユ、恋はふたたび（2012年）
- In the Name of My Daughter（2014年）
- アトリット（2014年）
- This Summer Feeling（2015年）
- 女の一生（2016年）
- セラヴィ!（2017年）
- The Elephant and the Butterfly（2017年）

### 短編映画
- 赤ずきん（2008年）
- ラ・フネソレ（2009年）
- Sur la tête de Bertha Boxcar（2010年）
- 偽名（2010年）
- Fuir（2012年）
- マーガレットと素敵な何か（2016年）
- Maman（2016年）
- Guillaume à la dérive（2016年）

### テレビドラマ
- スイート・ノワール（2009年）
- Miroir mon amour（2012年）
- スパイラル（2012年）
- 15 jours ailleurs（2013年）
- Le Boeuf clandestin（2013年）
- Tout est permis（2014年）